# Ondřej z Auerspergu (1597–1632)
Ondřej z Auerspergu (německy Andreas Freiherr von Auersperg, 1597–1632) byl rakouský šlechtic, svobodný pán z původně kraňského rodu Auerspergů.

## Původ

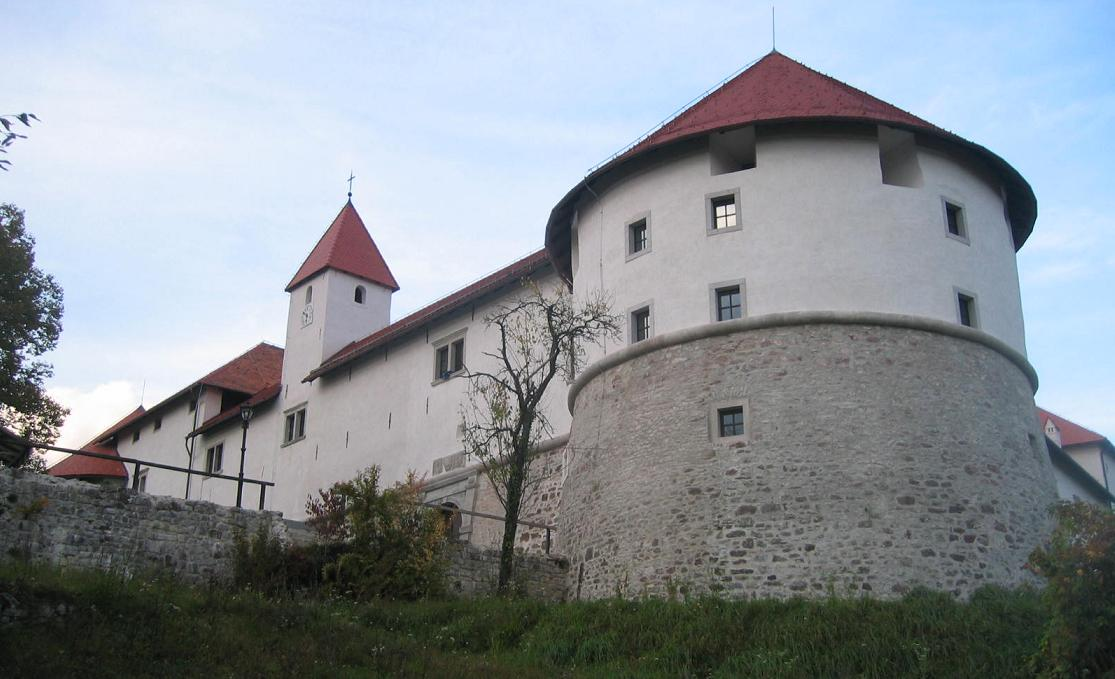
Hrad Auersperg, dnes „hrad Turjak“

Narodil se jako nejmladší syn svobodného pána Wolfganga Zikmunda z Auerspergu († 1598) a jeho manželky Felicitas z Windisch-Grätze (1560–1615), vnučky Siegfrieda z Windisch-Grätze (1485–1541), dcery svobodného pána Jakuba II. a Anny Marie z Welz-Ebersteinu († 1564). Byl bratrem Volfganga Mikuláše z Auerspergu (1579–1632), Pavla Volharda (1581–1605) a Volfganga Vajkarta z Auerspergu (1583–1665/1666).

### Manželství a potomstvo
Ondřej z Auerspergu se v roce 1623 oženil se svobodnou paní Barborou z Herbersteinu (1586–1654). Z jejich manželství se narodily dvě děti:  
- Wolfgang Zikmund (1624–1665), ženatý od roku 1654 s Barborou Ambstetterou z Heinbergu († 1679); měli několik dětí
- Felicitas (* 1627)